# 岩手県道226号佐倉河真城線
岩手県道226号佐倉河真城線（いわてけんどう226ごう さくらかわしんじょうせん）は、岩手県奥州市を通る一般県道である。

## 概要
全線が国道4号水沢バイパスの供用時に旧道となった区間。奥州市（水沢地区）中心部を通過しており、途中の交差点では右左折が連続している(立町、柳町、横町、水沢南町の国道397号との分岐※名称なし の4箇所)。
新旧道の接続箇所は、北側(起点側)は国道4号に接続していたものを道下交差点で岩手県道8号と直通する形に振り替えられており、残された旧道は市道として存置されている。一方南側(終点側)は国道4号にそのまま接続する。鋭角に接続しているため、接続箇所(真城幅下交差点)の上り方面から本道路への進入(右折)はできず、付近の市道水沢内環状線等を経由した迂回が必要。
毎年4月28・29の両日には日高火防祭が行われ、厄年連の踊りと囃子屋台が奥州市（水沢地区）中心部を練り歩く。

### 路線データ
- 起点：奥州市水沢佐倉河（国道4号交点）
- 終点：奥州市水沢真城字中上野（国道4号交点）

## 路線状況

### 重複区間
- 岩手県道113号水沢停車場線（奥州市水沢字大町 - 横町）
- 国道397号（奥州市水沢字横町 - 水沢南町）

## 地理

### 通過する自治体
- 奥州市

### 交差する道路
- 国道4号・岩手県道8号水沢米里線（起点）
- 岩手県道235号永沢水沢線（奥州市水沢字不断町）
- 岩手県道113号水沢停車場線（奥州市水沢字大町）
- 国道397号 石淵ダム方面（奥州市水沢字横町）
  - 国道397号 水沢江刺駅方面（奥州市水沢南町）
- 国道4号（終点）